# Usclas-du-Bosc
Usclas-du-Bosc là một commune thuộc tỉnh Hérault trong vùng Occitanie ở phía nam nước Pháp.